# پارک ملی یالا
پارک ملی یالا (به‌انگلیسی:Yala National Park) جزء دومین و بزرگ‌ترین پارک بین‌المللی در سری‌لانکا، واقع در نزدیکی اقیانوس هند است.
این پارک از پنج بخش تشکیل شده است که دوبخش آن برای بازدید عموم آزاد است و همچنین پارک‌های مجاور است.

## منطقه
پارک یالا در جنوب شرقی کشور سری‌لانکا واقع شده است و در استان جنوبی و استان اووا قرار دارد. این پارک ۹۷۹ کیلومتر مربع (۳۷۸متر مربع) مساحت دارد و در حدود ۳۰۰ کیلومتری شهر کلمبو پایتخت سری‌لانکا واقع شده است.
در مجاورت پارک ملی یالا شش پارک ملی دیگر و سه پناهگاه حیات وحش وجود دارد، که یکی از پارک‌های ملی مجاور آن به نام پارک ملی لونوگامورا (به‌انگلیسی: Lunugamvehera) است.

## آب و هوا
پارک ملی یالا در منطقه خشک و نیمه خشک آب و هوایی واقع شده است، اما به دلیل داشتن بارندگی به اندازه کافی از سوی ابرهای موسمی شمال شرقی توانسته است، در داخل خود اکوسیستم‌های مختلفی را داشته باشد، از جمله داشتن جنگل‌های موسمی مرطوب و تالاب‌هایی درون دریا که به تالاب دریایی معروف هستند.

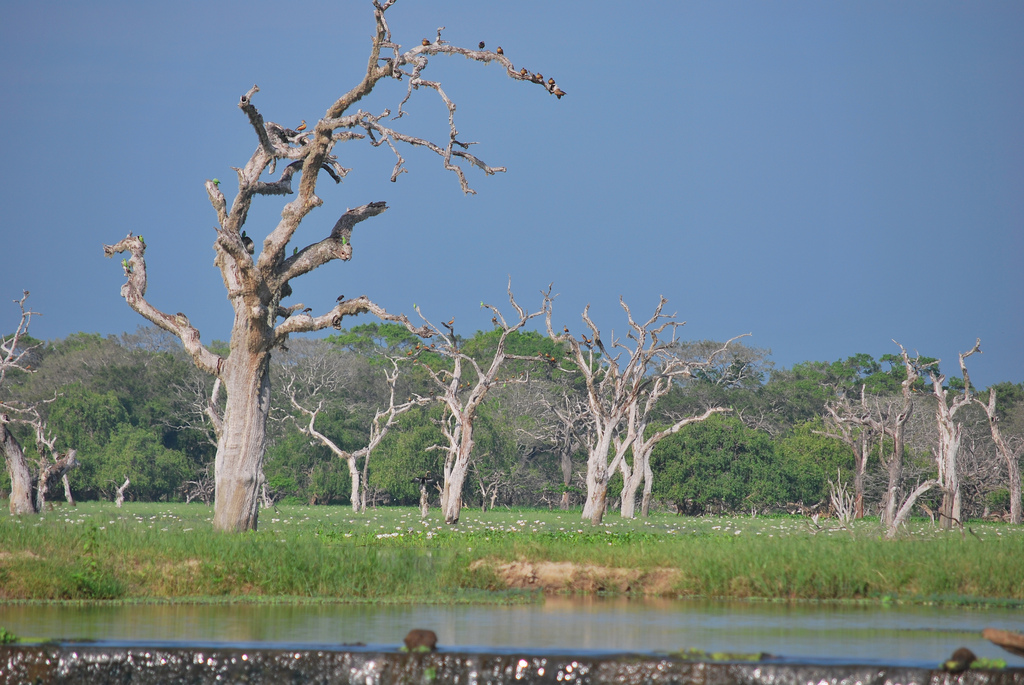
تالاب‌ها یکی از مهم‌ترین زیستگاه محیطی در پارک ملی یالا می‌باشد.

## گونه‌های موجود

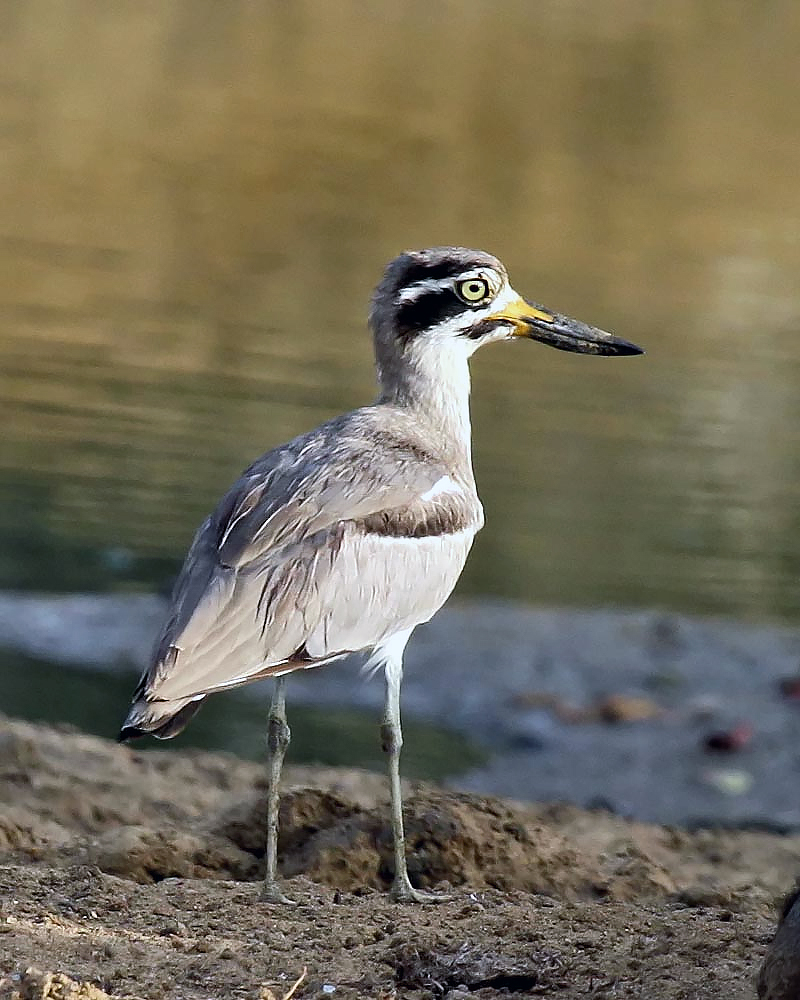
تلیلهایان (ضخیم زانو) یک آبزی در پارک یولا است.

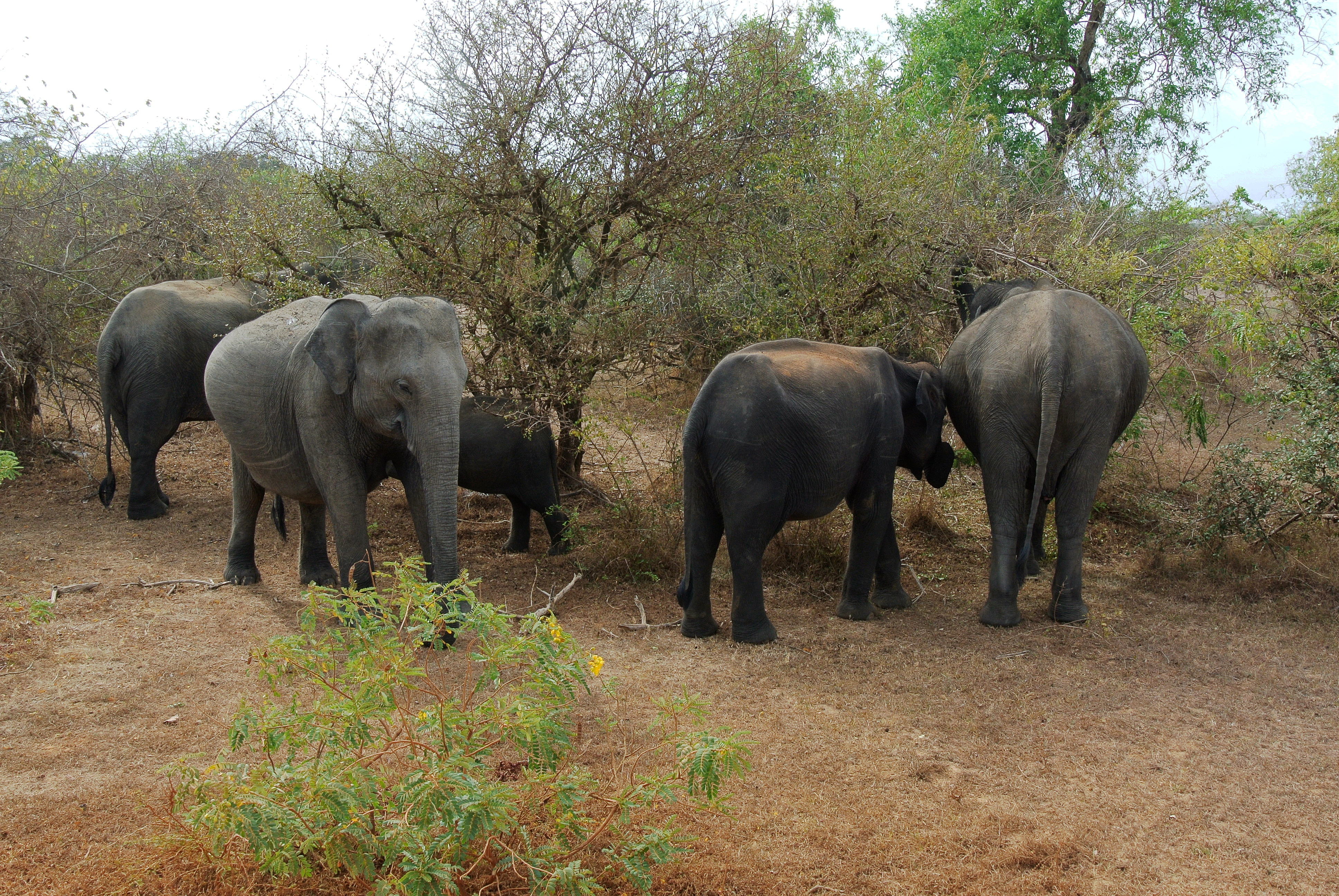
فیل‌های موجود در پارک یولا

پارک ملی یالا یکی از ۷۰ مناطق مهم زیستگاه پرندگان در کشور سری‌لانکا می‌باشد که زیست گاه انواع مختلف پرندگان است.
همچنین در درسته حیوانات پستانداران در داخل این پارک ۴۴ مورد پستانداران مختلف به ثبت رسیده است که بیشترین تراکم درجهان را با داشتن گونه حیوان پلنگ به خود اختصاص داده است.

## تاریخچه
در سال ۱۵۶۰ میلادی سیپریانو سانچز نقشه‌برداری اسپانیایی گفت: «در ۳۰۰ سال قبل تا به امروز منطقه یالا به دلیل نداشتن شرایط محیطی و جوی مناسب رها شده است.»
پس از آن رئیس دادگستری در کشور سری‌لانکا به نام الکساندر جانستون در سال ۱۸۰۶ پس از بازگشت از سفر خود از شهر ترنکومالی به هامبانتو در رابطه با پارک ملی یالا توضیحات مفصلی می‌دهد. که همین امر سبب مشهور شدن یالا می‌شود.

## ویژگی فیزیکی منطقه

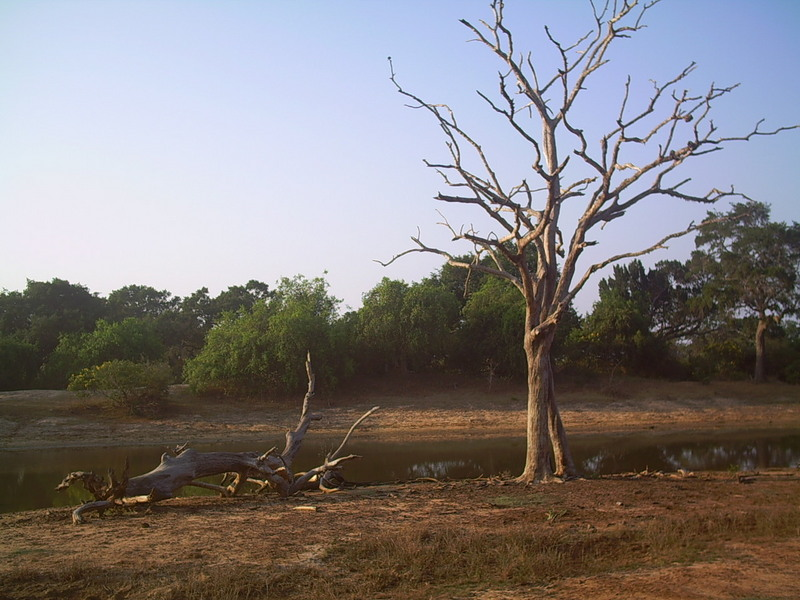
آبهای موجود در فصل‌های خشک سال بسیار مهم و حیاطی می‌شوند

منطقه یالا بیشتر از سنگ‌هایی با برش‌های نامنظم که متعلق به دوران پرکامبرین است تشکیل شده و خاک قهوه ای مایل به قرمز از ویژگی‌های عمده این منطقه محسوب می‌شود.
میانگین بارندگی سالانه در این منطقه بین ۵۰۰–۷۷۵ میلی‌متر (۱۹٫۷–۳۰٫۵ اینچ) است و میانگین دما بین ۲۶٫۴ درجه سانتی گراد (۷۹٫۵ درجه فارنهایت) در ۱۱ دی تا ۱۱ بهمن ماه (ژانویه) و تا ۳۰ درجه سانتیگراد (۸۶ درجه فارنهایت) در ۱۲ فروردین تا ۱۰ اردیبهشت ماه (آوریل) است.

## اهمیت فرهنگی

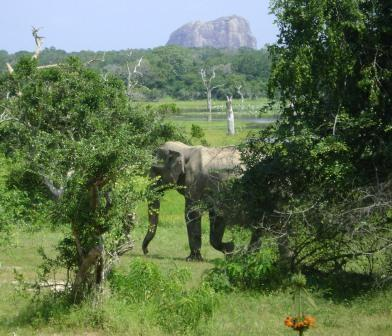
فیل‌های وحشی در پارک یالا

یالا مرکز تمدن‌های گذشته بوده است. دانشمندان اعتقاد بر این دارند که پادشاه راوانا، ضد قهرمان افسانه ای هندو، پادشاهییل خود را در اینجا با راوانا کوته، به عنوان مرزی بین آنها تأسیس کرده است.
پارک ملی یالا در میان مسیر بازرگانان هندی و آریایی قرار داشت به همین دلیل سبب شد تمدن آن‌ها همراه خودشان به این منطقه آورده شود. وجود ابزار آلات هیدرولیکی و باستانی نشانه تمدن در دوره‌های گذشته بود است که نشانه کشاورزی بسیار غنی در این منطقه در حدود ۵ قرن پیش بوده است.